# Путткамер

Фамільний герб Путткамер

Путткамер — німецьке прізвище та прусський шляхетський рід зІ Східної Померанії. Прізвище Путткамер походить від західно-слов'янської назви посади «putcumer» (підкоморій, лат. subcamerarius, пол. podkomorzy). Перша письмова згадка відноситься до 13 ст.

## Відомі носії
- Альфред фон Путткамер (1882—1946) — генерал-лейтенант вермахту, військовий комендант Харкова (див. Дробицький Яр)
- Йоганна фон Путткамер (1824—1894) — дружина Отто фон Бісмарка
- Карл-Єско фон Путткамер (1900—1981) — німецький адмірал, військово-морський ад'ютант Гітлера
- Єско фон Путткамер  (1855—1917) — губернатор Німецького Камеруна та кайзерський комісар Тоголенда
- Єско фон Путткамер (1933—2012) — інженер і менеджер НАСА
- Роберт Віктор фон Путткамер (1828-1900) — прусський державний діяч